# Barbens (ort)
Barbens är en ort i Spanien.   Den ligger i provinsen Província de Lleida och regionen Katalonien, i den östra delen av landet, 400 km öster om huvudstaden Madrid. Barbens ligger 290 meter över havet och antalet invånare är 834.
Terrängen runt Barbens är platt. Runt Barbens är det ganska glesbefolkat, med 42 invånare per kvadratkilometer. Närmaste större samhälle är Tàrrega, 10,4 km öster om Barbens. Trakten runt Barbens består till största delen av jordbruksmark.